# Július 20.
Július 20. az év 201. (szökőévben 202.) napja a Gergely-naptár szerint. Az évből még 164 nap van hátra.
Névnapok: Illés + Aurél, Eliána, Éliás, Eliél, Eliot, Elton, Folkus, Jeromos, Margarét, Margaréta, Margarita, Margit, Marinella, Marinetta, Szoraja

## Események
- 1402 – I. Bajazid szultán az ankarai csatában Timur Lenk mongol fejedelem fogságába esik.
- 1467 – Megnyílik az új egyetem Pozsonyban Academia Istropolitana néven.
- 1541 – Fogaras megadja magát a törököknek, Majláth István erdélyi vajdát elfogják.[1]
- 1543 – A törökök elfoglalják Pécset.
- 1795 – Zichy Károly grófot Végh Péter váltja fel az országbírói tisztben.
- 1810 – Kolumbia kikiáltja függetlenségét, megszűnik a spanyol gyarmati státusz.
- 1821 – Az óbudai zsinagóga ünnepélyes felszentelése.
- 1858 – Megszületik Erzsébet királyné zsiráfja Schönbrunnban. Ez az első zsiráf volt, amely Európában született, valamint egyben az első zsiráfja a magyarországi Fővárosi Állat- és Növénykertnek is.
- 1871 – Brit-Columbia szövetségi államként csatlakozik Kanadához.
- 1941 – Budapesten megkezdik a villamosvágányoknak az úttest közepére való áthelyezését (addig mindenütt az úttest szélén, a járda mellett húzódtak).
- 1944 – Gróf Claus Schenk von Stauffenberg vezérkari ezredes sikertelen merénylete Adolf Hitler ellen.
- 1954 – Vietnám győzelmet arat a Điện Biên Phủ-i csatában Franciaország felett.
- 1969 – Holdra száll az Apollo–11, fedélzetén Neil Armstronggal és Edwin E. Aldrinnal. Armstrong az első ember, aki a Holdra lépett.
- 1974 – Törökország megszállja Észak-Ciprust.
- 1975 – A FLAMA nevű szélsőjobboldali terrorcsoport megkezdi tevékenységét Madeirán, amely 1978-ig tart.
- 1976 – A Viking–1 űrszonda leszáll a Marson.
- 1987 – Az ENSZ Biztonsági Tanácsa meghozza 598. számú határozatát, mely követeli az Irak-iráni háború tűzszünetének bevezetését és a béketárgyalások megkezdését, továbbá javasolja, hogy egy nemzetközi bizottság vizsgálja ki, ki is a felelős a háború kirobbantásáért.
- 1994 – Szlovénia átadja PfP jelentkezési okmányát.
- 1996 – Megkezdődnek a XXVI. nyári olimpiai játékok Atlantában.
- 2006 – Egy Muki becenevű bűnöző Makó külterületén egy fához kötözte, megerőszakolta és felgyújtotta a 18 éves magyarcsanádi Pénzes Henriettát, aki három héttel később a kórházban meghalt.
- 2007 – Kiskunhalason +41,9 °C-ot mérnek, ez abszolút hőmérsékleti rekord Magyarországon. Dunaújvárosban aznap +33,3 fok volt a napi középhőmérséklet, amely szintén rekord értéknek számít.
- 2011 – Utolsó útjáról tér vissza az Atlantis űrrepülőgép (42 évvel azután, hogy ember leszállt a Holdra). Ezzel befejeződött az amerikai űrrepülőgép-program.
- 2012 – A 2012-es aurorai lövöldözés.

## Sportesemények
Formula–1
- 1957 –  brit nagydíj, Aintree - Győztes: Tony Brooks  és Stirling Moss  (Vanwall)
- 1963 –  brit nagydíj, Silverstone - Győztes: Jim Clark  (Lotus Climax)
- 1968 –  brit nagydíj, Brands Hatch - Győztes: Jo Siffert (Lotus Ford)
- 1974 –  brit nagydíj, Brands Hatch - Győztes: Jody Scheckter (Tyrrell Ford)
- 2003 –  brit nagydíj, Silverstone - Győztes: Rubens Barrichello  (Ferrari)
- 2008 –  német nagydíj, Hockenheimring - Győztes: Lewis Hamilton  (McLaren Mercedes)
- 2014 –  német nagydíj, Hockenheimring - Győztes: Nico Rosberg (Mercedes)

## Születések
- i. e. 356 – III. Alexandrosz makedón király, ismertebb nevén Nagy Sándor († i. e. 323)
- 1304 – Francesco Petrarca itáliai költő († 1374)
- 1519 – IX. Ince pápa († 1591)
- 1656 – Johann Bernhard Fischer von Erlach osztrák barokk műépítész († 1723)
- 1755 – Martinovics Ignác ferences rendi szerzetes, teológiai doktor, a magyar jakobinus mozgalom fő szervezője, kivégezték († 1795)
- 1785 – II. Mahmud, az Oszmán Birodalom 31. szultánja († 1831)
- 1822 – Gregor Mendel szudétanémet származású Ágoston-rendi szerzetes, a brünni Ágoston-rendi monostor apátja, botanikus, a tudományos örökléstan megalapozója († 1884)
- 1833 – Carl von Hasenauer osztrák építész, a historista stílus mestere († 1894)
- 1873 – Witold Maliszewski lengyel zeneszerző és zenepedagógus († 1939)
- 1885 – Nizalowski Czeslaw Wladimir, a magyar aviatika úttörője († 1949)
- 1895 – Moholy-Nagy László magyar képzőművész († 1946)
- 1897 – Tadeus Reichstein lengyel születésű Nobel-díjas svájci vegyész († 1996)
- 1899 – Náray-Szabó István magyar vegyész, az MTA levelező tagja († 1972)
- 1900
  - Bárczay János magyar földbirtokos, szolgabíró, gazdasági főtanácsos, országgyűlési képviselő († 1985)
  - Hajmássy Miklós magyar színművész, színigazgató († 1990)
- 1908 – Ballya Hugó Európa-bajnok magyar evezős, edző († 1995)
- 1917 – Vajay Erzsi magyar színésznő († 2012)
- 1919 – Sir Edmund Hillary új-zélandi hegymászó, a Mount Everest első meghódítója († 2008)
- 1920 – Novák István Jászai Mari-díjas magyar színész, érdemes és kiváló művész, a debreceni Csokonai Színház örökös tagja († 2001)
- 1927
  - Michael Gielen német születésű osztrák karmester, zeneszerző († 2019)
  - Ljudmila Mihajlovna Alekszejeva orosz történész, politikus, ismert emberjogi aktivista, egykori szovjet emigráns († 2018)
- 1931 – Tony Marsh brit autóversenyző († 2009)
- 1932
  - Otto Schily német szövetségi belügyminiszter
  - Pek Namdzsun dél-koreai születésű amerikai művész, a videóművészet és a komputerművészet üttörője († 2006)
- 1933 – Lux Alfréd, író, műfordító, kritikus, tanár († 1992)
- 1933 – Cormac McCarthy amerikai regény- és drámaíró († 2023)
- 1934 – Upor Péter Jászai Mari-díjas magyar színész († 1971)
- 1935 – André Isoir francia orgonaművész († 2016)
- 1938 – Natalie Wood kétszeres Golden Globe-díjas, háromszoros Oscar-díj-jelölt amerikai színésznő († 1981)
- 1939 – Kempelen Tünde középiskolai ének-zenetanár, karnagy, kulturális szervező  († 2025)
- 1943 – Chris Amon új-zélandi autóversenyző († 2016)
- 1947
  - Carlos Santana mexikói gitáros, zenész
  - Jurányi Anna magyar újságíró, televíziós szerkesztő-riporter, műsorvezető
- 1950 – Illyés Mari magyar színésznő († 2018)
- 1951 – Kovács Zsolt Jászai Mari-díjas magyar színész
- 1952 – Bukta Imre Kossuth- és Munkácsy Mihály-díjas magyar képzőművész
- 1958 – Sebeők János magyar író, esszéíró, filozófus
- 1959 – Giovanna Amati olasz autóversenyzőnő
- 1960 – Claudio Langes olasz autóversenyző
- 1961 – Kriszt László magyar színész, rendező, táncos, koreográfus, színészpedagógus
- 1964
  - Chris Cornell amerikai rock zenész, dalszerző († 2017)
  - Bernd Schneider német autóversenyző
- 1968 – Nagy Iván Zsolt külügyminisztériumi Nívó-díjas, Habsburg Ottó-díjas újságíró
- 1971 – Sandra Oh kanadai színésznő
- 1974
  - Borsos Beáta magyar színésznő
  - Simon Rex amerikai színész
- 1975 – Ray Allen amerikai kosárlabda játékos
- 1976
  - Alex Yoong maláj autóversenyző
  - Kásás Tamás háromszoros olimpiai bajnok magyar vízilabdázó
- 1977 – Yves Niare francia súlylökő
- 1979
  - Fehér Miklós magyar labdarúgó († 2004)
  - Makranczi Zalán magyar színész
- 1980 – Gisele Bündchen brazil modell
- 1985 – Daniel Grueso kolumbiai atléta
- 1987 – Simonfalvi Gábor magyar labdarúgó, jelenleg a Pécsi Mecsek FC játékosa
- 1996 - Ben Simmons ausztrál kosárlabdázó
- 1999 - Pop Smoke rapper, dalszerző
- 2004 - Habsburg Károly Konstantin magyar Habsburg herceg
- 2006 - Mia Van Harleem

## Halálozások
- 1514 – Dózsa György, az 1514-es parasztfelkelés vezére, kivégezték (* 1470)
- 1819 – John Playfair angol matematikus, geométer (* 1748)
- 1866 – Bernhard Riemann német matematikus (* 1826)
- 1869 – Vállas Antal magyar mérnök, matematikus, egyetemi tanár, az MTA tagja (* 1809)
- 1903 – XIII. Leó pápa tevékenysége az egész világra kiterjedt, ő volt az első modern pápa (* 1810)
- 1908 – Dimítriosz Vikélasz görög üzletember és író, a Nemzetközi Olimpiai Bizottság első elnöke 1894 és 1896 között (* 1835)
- 1914 – Wartha Vince kémikus, műegyetemi tanár, az MTA tagja (* 1844)
- 1922 – id. Andrej Andrejevics Markov szovjet-orosz matematikus (* 1856)
- 1923 – Pancho Villa, a mexikói forradalom egyik legfőbb vezéralakja (* 1878)
- 1926 – Feliksz E. Dzerzsinszkij (er. Feliks Dzierżyński) lengyel kommunista forradalmár, a szovjet titkosrendőrség (CSEKA) létrehozója, vezetője (* 1877)
- 1937 – Guglielmo Marconi Nobel-díjas olasz fizikus, a szikratávíró feltalálója (* 1874)
- 1945 – Paul Valéry francia költő, filozófus, esszéista (* 1871)
- 1951 – I. Abdullah (Abdullah ibn Husszein), Jordánia alapítója, első uralkodója (* 1882)
- 1973
  - Bruce Lee amerikai születésű kínai harcművész, színész (* 1940)
  - Robert Smithson amerikai Land Art művész (* 1938)
- 1980 – Hans-Georg Bürger német Formula–2-es versenyző (* 1952)
- 1990 – Szergej Paradzsanov örmény filmrendező, színész, képzőművész (* 1924)
- 1999 – Emil Andres amerikai autóversenyző (* 1911)
- 2004 – Antonio Gades spanyol táncművész, flamenco-táncos, koreográfus. (* 1936)
- 2005 – James Doohan kanadai színész (* 1920)
- 2016 – Lux Elvira szexuálpszichológus, klinikai szakpszichológus, adjunktus (* 1929)
- 2016 – Kéri György Széchenyi-díjas magyar biokémikus, az MTA doktora. A jelátviteli terápia nemzetközi hírű tudósa (* 1950)
- 2017 – Chester Bennington amerikai énekes, a Linkin Park, a Grey Daze, a Dead By Sunrise, a Stone Temple Pilots énekese (* 1976)
- 2022 – Peczkay Endre magyar színész (* 1937)
- 2024 – Szatmári Liza Aase- és Gobbi Hilda-díjas magyar színésznő (* 1928)

## Nemzeti ünnepek, emléknapok, világnapok
- A Hold napja annak emlékére, hogy az Apollo-program keretében az Apollo–11 legénységének két tagja, Neil Armstrong és Edwin Aldrin 1969-ben ezen a napon léptek a Holdra.
- Kolumbia – A kolumbiai függetlenség napja, 1810.
- Észak-Ciprus - A szabadság és a béke napja